# 福井県道136号帆山王子保停車場線
福井県道136号帆山王子保停車場線（ふくいけんどう136ごう ほやまおうしおていしゃじょうせん）は福井県越前市内の主要地方道と駅を結ぶ一般県道である。

## 路線概要
不通区間にて、松ヶ鼻トンネルとその周辺道路を整備中。接続している福井県道202号中小屋武生線と併せて国道365号のバックアップおよび北陸自動車道南条サービスエリア併設の南条スマートインターチェンジへのアクセスを担う道路とされている。
福井県道205号湯谷王子保停車場線と共に王子保駅の利便性向上の役割を担っている。県道205号が国道8号および駅西側の地域を担当するのに対し、この県道136号は国道365号および駅東側を担当している。しかし国道365号からの誘導の役割は担えているが、上記した通り分断区間を擁するため、駅東側からの誘導は担いきれていない県道といえるだろう。

### 路線データ
- 起点：福井県越前市帆山
- 終点：同市四郎丸町

## 道路状況
分断区間以外は全線片側一車線の確保された快走路である。起点から国道8号までの区間は交通量もあり、国道と主要地方道を結ぶ役割も担っており、重要な県道であることが窺える。越前市内を網の目状に走る県道の一本であるため、地域住民も有効に利用している県道といえるだろう。

## 接続道路
- 福井県道19号武生米ノ線（越前市帆山町、起点）
- 国道8号（福井バイパス）（越前市向新保町・向新保交差点）
- 福井県道202号中小屋武生線（越前市下平吹町）
- 国道365号（越前市今宿町・王子保駅入口交差点）
- 福井県道205号湯谷王子保停車場線（越前市四郎丸町・王子保停車場、終点）

## 沿線
- 地方卸売市場